# Lochsteine von Kenidjack

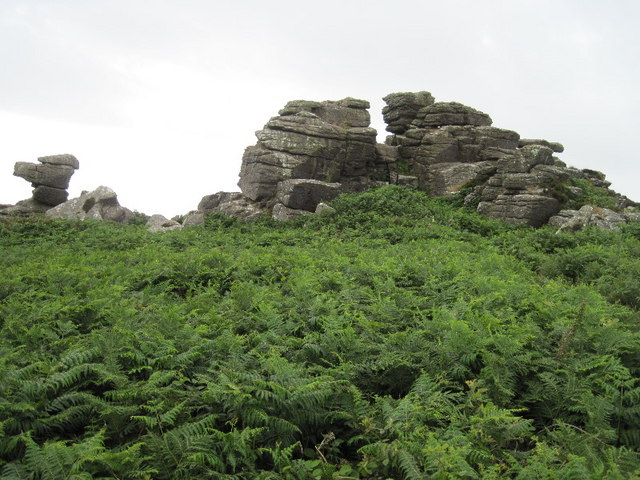
Der Carn Kenidjack in der Nähe der Steine

Die Lochsteine von Kenidjack (auch Tregeseal holed stones genannt) sind eine Steinreihe in St Just, nordöstlich von Tregeseal, im Westen von Cornwall in England.
Die eventuell unsachgemäß, da schief wiederaufgestellte, Reihe von 0,8 bis 1,4 m hohen durchlochten Steinen besteht aus vier stehenden Steinen, ein fünfter ist umgefallen und zerbrochen. Ein weiterer liegt im Nordwesten. Die Löcher haben etwa 8,0 cm Durchmesser. Einer der Steine ist undurchlocht.
Lochsteine sind aufrecht stehende Steine oder Platten, die ein rundes Loch enthalten. Sie gelten als bronzezeitlich (2500–1600 v. Chr.), da viele von ihnen mit Bronzezeitplätzen in Verbindung stehen. Sie sind oft mit Legenden der Fruchtbarkeit und Heilung verbunden.
In der Nähe liegen der Aufschluss-Hügel Carn Kenidjack und der Steinkreis von Tregeseal.